# 23e cérémonie des Critics' Choice Movie Awards
La 23e cérémonie des Critics' Choice Movie Awards (ou BFCA Awards), décernés par la Broadcast Film Critics Association, a eu lieu le 11 janvier 2018 et récompense les films sortis en 2017. Elle est diffusée en direct sur la chaine américaine The CW et présentée par l'actrice Olivia Munn.

## Palmarès

### Meilleur film
- La Forme de l'eau (The Shape of Water)
  - The Big Sick
  - Call Me by Your Name
  - Les Heures sombres (Darkest Hour)
  - Dunkerque (Dunkirk)
  - The Florida Project
  - Get Out
  - Lady Bird
  - Pentagon Papers (The Post)
  - Three Billboards : Les Panneaux de la vengeance (Three Billboards Outside Ebbing, Missouri)

### Meilleur réalisateur
- Guillermo del Toro pour La Forme de l'eau (The Shape of Water)
  - Greta Gerwig pour Lady Bird
  - Luca Guadagnino pour Call Me by Your Name
  - Martin McDonagh pour Three Billboards : Les Panneaux de la vengeance (Three Billboards Outside Ebbing, Missouri)
  - Christopher Nolan pour Dunkerque (Dunkirk)
  - Jordan Peele pour Get Out
  - Steven Spielberg pour Pentagon Papers (The Post)

### Meilleur acteur
- Gary Oldman pour le rôle de Winston Churchill dans Les Heures sombres (Darkest Hour)
  - Timothée Chalamet pour le rôle d'Elio Perlman dans Call Me By Your Name
  - Daniel Day-Lewis pour le rôle de Reynolds Woodcock dans Phantom Thread
  - James Franco pour le rôle de Tommy Wiseau dans The Disaster Artist
  - Jake Gyllenhaal pour le rôle de Jeff Bauman dans Stronger
  - Tom Hanks pour le rôle de Benjamin Bradlee dans Pentagon Papers (The Post)
  - Daniel Kaluuya pour le rôle de Chris Washington dans Get Out

### Meilleure actrice
- Frances McDormand pour le rôle de Mildred Hayes dans Three Billboards : Les Panneaux de la vengeance (Three Billboards Outside Ebbing, Missouri)
  - Jessica Chastain pour le rôle de Molly Bloom dans Le Grand jeu (Molly's Game)
  - Sally Hawkins pour le rôle d'Elisa Esposito dans La Forme de l'eau (The Shape of Water)
  - Margot Robbie pour le rôle de Tonya Harding dans Moi, Tonya (I, Tonya)
  - Saoirse Ronan pour le rôle de Christine McPherson dans Lady Bird
  - Meryl Streep pour le rôle de Katharine Graham dans Pentagon Papers (The Post)

### Meilleur acteur dans un second rôle
- Sam Rockwell pour le rôle de l'officier Jason Dixon dans Three Billboards : Les Panneaux de la vengeance (Three Billboards Outside Ebbing, Missouri)
  - Willem Dafoe pour le rôle de Bobby dans The Florida Project
  - Armie Hammer pour le rôle d'Oliver dans Call Me by Your Name
  - Richard Jenkins pour le rôle de Giles dans La Forme de l'eau (The Shape of Water)
  - Patrick Stewart pour le rôle du Professeur Xavier dans Logan
  - Michael Stuhlbarg pour le rôle de M. Perlman dans Call Me by Your Name

### Meilleure actrice dans un second rôle
- Allison Janney pour le rôle de LaVona Harding dans Moi, Tonya (I, Tonya)
  - Mary J. Blige pour le rôle de Florence Jackson dans Mudbound
  - Hong Chau pour le rôle de Ngoc Lan Tran dans Downsizing
  - Tiffany Haddish pour le rôle de Dina dans Girls Trip
  - Holly Hunter pour le rôle de Beth dans The Big Sick
  - Laurie Metcalf pour le rôle de Marion McPherson dans Lady Bird
  - Octavia Spencer pour le rôle de Zelda Fuller dans La Forme de l'eau (The Shape of Water)

### Meilleur espoir
- Brooklynn Prince dans The Florida Project
  - Mckenna Grace dans Mary (Gifted)
  - Dafne Keen dans Logan
  - Millicent Simmonds dans Le Musée des Merveilles (Wonderstruck)
  - Jacob Tremblay dans Wonder

### Meilleure distribution
- Three Billboards : Les Panneaux de la vengeance (Three Billboards Outside Ebbing, Missouri)
  - Dunkerque (Dunkirk)
  - Lady Bird
  - Mudbound
  - Pentagon Papers (The Post)

### Meilleur scénario original
- Get Out – Jordan Peele
  - La Forme de l'eau (The Shape of Water) – Guillermo del Toro et Vanessa Taylor
  - Lady Bird – Greta Gerwig
  - The Big Sick – Emily V. Gordon et Kumail Nanjiani
  - Pentagon Papers (The Post) – Liz Hannah et Josh Singer
  - Three Billboards : Les Panneaux de la vengeance (Three Billboards Outside Ebbing, Missouri) – Martin McDonagh

### Meilleur scénario adapté
- Call Me by Your Name – James Ivory
  - The Disaster Artist – Scott Neustadter et Michael H. Weber
  - Mudbound – Dee Rees et Virgil Williams
  - Le Grand Jeu (Molly's Game) – Aaron Sorkin
  - Wonder – Jack Thorne, Steve Conrad et Stephen Chbosky

### Meilleure photographie
- Blade Runner 2049 – Roger Deakins
  - La Forme de l'eau (The Shape of Water) – Dan Laustsen
  - Mudbound – Rachel Morrison
  - Call Me by Your Name – Sayombhu Mukdeeprom
  - Dunkerque (Dunkirk) – Hoyte van Hoytema

### Meilleure direction artistique
- La Forme de l'eau (The Shape of Water) – Paul Denham Austerberry, Shane Vieau et Jeff Melvin
  - Le Crime de l'Orient-Express (Murder on the Orient Express) – Jim Clay and Rebecca Alleway
  - Dunkerque (Dunkirk) – Nathan Crowley et Gary Fettis
  - Blade Runner 2049 – Dennis Gassner et Alessandra Querzola
  - La Belle et la Bête (Beauty and the Beast) – Sarah Greenwood et Katie Spencer
  - Phantom Thread – Mark Tildesley et Véronique Melery

### Meilleur montage
(ex æquo)
- Baby Driver – Paul Machliss (en) et Jonathan Amos
- Dunkerque – Lee Smith
  - Pentagon Papers (The Post) – Michael Kahn et Sarah Broshar
  - Blade Runner 2049 – Joe Walker
  - La Forme de l'eau (The Shape of Water) – Sidney Wolinsky

### Meilleurs costumes
- Phantom Thread – Mark Bridges
  - Blade Runner 2049 – Renée April
  - La Belle et la Bête – Jacqueline Durran
  - Wonder Woman – Lindy Hemming
  - La Forme de l'eau (The Shape of Water) – Luis Sequeira

### Meilleur maquillage
- Les Heures sombres
  - La Belle et la Bête
  - La Forme de l'eau (The Shape of Water)
  - Moi, Tonya
  - Wonder

### Meilleurs effets visuels
- La Planète des singes : Suprématie (War for the Planet of the Apes)
  - Blade Runner 2049
  - Dunkerque (Dunkirk)
  - La Forme de l'eau (The Shape of Water)
  - Thor : Ragnarok
  - Wonder Woman

### Meilleure musique de film
- La Forme de l'eau (The Shape of Water) – Alexandre Desplat
  - Phantom Thread – Jonny Greenwood
  - Les Heures sombres – Dario Marianelli
  - Blade Runner 2049 – Benjamin Wallfisch et Hans Zimmer
  - Pentagon Papers – John Williams
  - Dunkerque (Dunkirk) – Hans Zimmer

### Meilleure chanson originale
- Remember Me – Coco
  - Evermore – La Belle et la Bête
  - Mystery of Love – Call Me by Your Name
  - Stand Up For Something – Marshall
  - This Is Me – The Greatest Showman

### Meilleur film en langue étrangère
- In the Fade (Aus dem Nichts) •  Allemagne
  - 120 battements par minute •  France
  - Une femme fantastique (Una mujer fantástica) •  Chili
  - D'abord, ils ont tué mon père (First They Killed My Father) •  Cambodge
  - The Square •  Suède
  - Thelma •  Norvège

### Meilleur film d'animation
- Coco
  - The Breadwinner
  - Moi, moche et méchant 3 (Despicable Me 3)
  - Lego Batman, le film (The Lego Batman Movie)
  - La Passion Van Gogh (Loving Vincent)

### Meilleur film d'action
- Wonder Woman
  - Baby Driver
  - Logan
  - Thor : Ragnarok
  - La Planète des singes : Suprématie (War for the Planet of the Apes)

### Meilleur film de science-fiction ou film d'horreur
- Get Out
  - Blade Runner 2049
  - Ça (It)
  - La Forme de l'eau (The Shape of Water)

### Meilleure comédie
- The Big Sick
  - The Disaster Artist
  - Girls Trip
  - Moi, Tonya (I, Tonya)
  - Lady Bird

### Meilleur acteur dans une comédie
- James Franco – The Disaster Artist
  - Steve Carell – Battle of the Sexes
  - Chris Hemsworth – Thor : Ragnarok
  - Kumail Nanjiani – The Big Sick
  - Adam Sandler – The Meyerowitz Stories

### Meilleure actrice dans une comédie
- Margot Robbie dans Moi, Tonya (I, Tonya)
  - Tiffany Haddish dans Girls Trip
  - Zoe Kazan dans The Big Sick
  - Saoirse Ronan dans Lady Bird
  - Emma Stone dans Battle of the Sexes

### Prix spécial#SeeHer
- Gal Gadot

## Statistiques

### Nominations multiples
14 : La Forme de l'eau
8 : Call Me by Your Name, Dunkerque, Lady Bird, Pentagon Papers
7 : Blade Runner 2049
6 : The Big Sick, Three Billboards : Les Panneaux de la vengeance
5 : Get Out, Moi, Tonya
4 : La Belle et la Bête, Les Heures sombres, The Disaster Artist, Mudbound, Phantom Thread
3 : The Florida Project, Girls Trip, Logan, Thor : Ragnarok, Wonder, Wonder Woman
2 : Baby Driver, Battle of the Sexes, Coco, Le Grand Jeu, La Planète des singes : Suprématie

### Récompenses multiples
4 / 14 : La Forme de l'eau
3 / 6 : Three Billboards : Les Panneaux de la vengeance
2 / 5 : Get Out, Moi, Tonya
2 / 4 : Les Heures sombres
2 / 2 : Coco